# Poa imbecilla
Poa imbecilla är en gräsart som beskrevs av Spreng.. Poa imbecilla ingår i släktet gröen, och familjen gräs. Inga underarter finns listade i Catalogue of Life.